# Guajara (San Cristóbal de La Laguna)
Guajara es un barrio del municipio de San Cristóbal de La Laguna, en la isla de Tenerife —Canarias, España—.
Administrativamente se incluye en la Zona 3 del municipio.

## Características
Guajara se encuentra situado al sur del municipio, a unos cinco kilómetros del centro municipal y a una altitud media de 470 m s. n. m. Se trata de un barrio residencial compuesto de un conjunto de urbanizaciones —Parque Guajara, Hornera y César Manrique—, con una extensa área comercial en su límite sur.
Cuenta con varios parques infantiles, plazas y parques públicos, instalaciones deportivas, una gasolinera, un cine, el Centro Ciudadano Guajara y los centros comerciales de Los Majuelos, Alcampo-La Laguna, Toys 'R' Us, Guajara, Ikea y Decathlon.
También se encuentra el Campus de Guajara de la Universidad de La Laguna.

## Demografía
| Año        | 2000  | 2001  | 2002  | 2003  | 2004  | 2005  | 2006  | 2007  | 2008  | 2009  | 2010  | 2011  | 2012  | 2013  | 2014  |
| ---------- | ----- | ----- | ----- | ----- | ----- | ----- | ----- | ----- | ----- | ----- | ----- | ----- | ----- | ----- | ----- |
| Habitantes | 2.453 | 2.556 | 2.589 | 2.614 | 2.617 | 2.624 | 2.658 | 2.893 | 2.992 | 3.007 | 3.043 | 2.987 | 2.971 | 2.985 | 2.923 |

## Comunicaciones
Se accede al barrio principalmente por la Autopista del Norte TF-5 y de la Autovía Interconexión Norte-Sur TF-2.

### Transporte público
El barrio posee una parada de taxi en el Centro Comercial Alcampo-La Laguna.
En autobús —guagua— queda conectado mediante las siguientes líneas de TITSA: 
| Línea | Trayecto                                                                             | Recorrido     |
| ----- | ------------------------------------------------------------------------------------ | ------------- |
| 018   | La Laguna - Añaza (por centros comerciales)                                          | Horario/Línea |
| 126   | Candelaria - Guajara (universidad) - H. U. La Candelaria - Intercambiador Santa Cruz | Horario/Línea |
| 217   | La Laguna - Los Andenes - El Cardonal - H. U. Canarias                               | Horario/Línea |
| 219   | La Laguna - El Cardonal - Taco - San Matías                                          | Horario/Línea |
| 610   | Circuito universitario de La Laguna                                                  | Horario/Línea |

## Lugares de interés
- Parque Comercial La Laguna